# Jeff Carson
Jeff Carson (* 16. Dezember 1963 in Tulsa, Oklahoma; † 26. März 2022 in Franklin, Tennessee) war ein US-amerikanischer Country-Sänger.

## Leben und Wirken
Jeff Carson brachte sich mit zwölf Jahren selbst das Akkordeon- und Gitarrespielen bei. Nachdem er bei einem Talentwettbewerb seiner Schule den zweiten Platz belegt hatte, wollte er Musiker werden. Seinen ursprünglichen Berufswunsch, Polizeibeamter, gab er auf (er blieb der Polizei aber immer verbunden). Der Einstieg in die professionelle Szene gelang nach Schulabschluss bei einem weiteren Talentwettbewerb. Obwohl er wieder nicht gewonnen hatte, verschaffte ihm sein Auftritt einen Platz in der Hausband eines Clubs in Rogers (Arkansas). Dort spielte er vier Jahre lang als Bassist. Anschließend zog er nach Branson, Missouri, wo er sich verschiedenen Bands anschloss und anfing, Songs zu schreiben. Er heiratete und zog 1989 nach Nashville.
Ein Bekannter seiner Frau vermittelte ihm einen Platz als Bassist in der Band Texana, die beim Opryland Hotel unter Vertrag stand. Nach einem Jahr erhielt er im gleichen Hotel eine Anstellung als Solist. Zusätzlich zu seinen Auftritten versuchte er sich als Songschreiber. Er erhielt einen Vertrag bei einem lokalen Musikverlag, wo er hauptsächlich Demos einspielte. Mehrere Jahre lang war er einer der gefragtesten Demo-Sänger Nashvilles.
1994 unterschrieb Jeff Carson einen Schallplattenvertrag beim unabhängigen Curb-Label. Die seinem 1995 erschienenen Debütalbum entnommene Single Not On Your Love erreichte Platz eins der Country-Charts, der nächste Song, The Car, Platz drei. Das Video dazu wurde von der Academy of Country Music zum „Video of the Year“ gewählt. Diese Anfangserfolge ließen sich aber nicht wiederholen. In den nächsten Jahren kam er über hintere Chartpositionen nur selten hinaus. Verantwortlich hierfür war die geringe Präsenz seiner Lieder im Country-Radio. Nach einer längeren erfolglosen Zeit hatte er 2001 genügend selbst verfasste Songs zusammen, um seinen Plattenhersteller zur Produktion eines neuen Albums zu veranlassen. Mit Real Life konnte er an die alten Erfolge anknüpfen.
Auch außerhalb der Musikszene war Jeff Carson aktiv. 2001 wurde er Sprecher der National Association of Slain Officers, einer gemeinnützigen Organisation, die die Angehörigen im Dienste ermordeter Polizeibeamter betreut.
Jeff Carson starb im März 2022 im Alter von 58 Jahren an einem Herzinfarkt.

## Diskografie

### Alben
| Jahr | Titel            | Höchstplatzierung, Gesamtwochen, AuszeichnungChartplatzierungen (Jahr, Titel, Platzierungen, Wochen, Auszeichnungen, Anmerkungen) | Höchstplatzierung, Gesamtwochen, AuszeichnungChartplatzierungen (Jahr, Titel, Platzierungen, Wochen, Auszeichnungen, Anmerkungen) | Anmerkungen |
| Jahr | Titel            | US | Country | Anmerkungen |
| ---- | ---------------- | --- | --- | ----------- |
| 1995 | Jeff Carson      | US152 (7 Wo.)US | Country22 (35 Wo.)Country |             |
| 1997 | Butterfly Kisses | — | Country39 (8 Wo.)Country |             |
| 2001 | Real Life        | — | Country38 (17 Wo.)Country |             |

### Kompilationen
- 2013: Best of Jeff Carson – I Can Only Imagine

### Singles
| Jahr | Titel Album                                      | Höchstplatzierung, Gesamtwochen, AuszeichnungChartplatzierungen (Jahr, Titel, Album, Platzierungen, Wochen, Auszeichnungen, Anmerkungen) | Höchstplatzierung, Gesamtwochen, AuszeichnungChartplatzierungen (Jahr, Titel, Album, Platzierungen, Wochen, Auszeichnungen, Anmerkungen) | Anmerkungen |
| Jahr | Titel Album                                      | US | Country | Anmerkungen |
| --- | ------------------------------------------------ | --- | --- | ----------- |
| 1995 | Yeah Buddy Jeff Carson                           | — | Country69 (4 Wo.)Country |             |
| 1995 | Not on Your Love Jeff Carson                     | US97 (2 Wo.)US | Country1 (20 Wo.)Country |             |
| 1995 | The Car Jeff Carson                              | — | Country3 (20 Wo.)Country |             |
| 1996 | Holdin’ Onto Somethin’ Jeff Carson               | — | Country6 (20 Wo.)Country |             |
| 1996 | That Last Mile Jeff Carson                       | — | Country62 (6 Wo.)Country |             |
| 1997 | Do It Again Butterfly Kisses                     | — | Country55 (10 Wo.)Country |             |
| 1997 | Butterfly Kisses                                 | — | Country66 (7 Wo.)Country |             |
| 1997 | Here’s the Deal Butterfly Kisses                 | — | Country64 (4 Wo.)Country |             |
| 1998 | Cheatin’ on Her Heart Butterfly Kisses           | — | Country52 (10 Wo.)Country |             |
| 1998 | Shine On Real Life                               | — | Country49 (13 Wo.)Country |             |
| 2001 | Real Life (I Never Was the Same Again) Real Life | — | Country14 (28 Wo.)Country |             |
| 2002 | Until We Fall Back in Love Again Real Life       | — | Country46 (10 Wo.)Country |             |
| 2003 | I Can Only Imagine God Bless the USA 2003        | — | Country50 (10 Wo.)Country |             |
| Folgende Lieder erschienen nicht als Single, wurden aber durch das Album zum Download und Streaming bereitgestellt und konnten somit eine Platzierung erlangen: |                                                  | | |             |
| |                                                  | | |             |
| 1995 | Santa Got Lost in Texas                          | — | Country70 (1 Wo.)Country |             |

Weitere Singles
- 2000: Scars and All
- 2005: God Save the World (mit Lisa Brokop)
- 2006: When You Said You Loved Me
- 2012: I Fly Proud
- 2012: You Still Move Me